# نیروی تفنگداران دریایی ناوگان ایالات متحده آمریکا
نیروی تفنگداران دریایی ناوگان ایالات متحده آمریکا (انگلیسی: Fleet Marine Force) یا نیروهای تفنگدار دریایی ناوگان ایالات متحده نیروهای عمومی و ویژه‌ای در وزارت نیروی دریایی ایالات متحده آمریکا هستند که زیرمجموعه سپاه تفنگداران دریایی ایالات متحده آمریکا می‌باشد و عملیات تهاجمی آبی-خاکی یا نیروی برون‌مرزی (اعزامی) و عملیات دفاعی دریایی را انجام می‌دهند. نیروهای تفنگداران دریایی ناوگان، نیرویی پاسخگو را برای فرماندهی ملی فراهم می‌کنند که می‌تواند در هر طیفی از درگیری‌ها در سراسر جهان عملیات انجام دهد.
این سازمان در سال ۱۹۱۳ به‌عنوان نیروی پایگاه پیشرفته آغاز به کار کرد، که در سال ۱۹۲۱ به نیروی اعزامی ساحل شرقی و سپس در سال ۱۹۳۳ به نیروی تفنگداران دریایی ناوگان تغییر نام داد. از زمان جنگ جهانی دوم، دو نیروی تفنگدار دریایی ناوگان، اقیانوس آرام و اقیانوس اطلس، وجود داشته است.